# Isla de Rottnest
La isla de Rottnest es una pequeña isla situada en la costa oeste de Australia, a 18 kilómetros al oeste de Fremantle. Tiene una superficie de 19 km² y la población está formada por alrededor de 300 habitantes, la mayoría dedicados al sector turístico. Cuenta con una importante colonia de quokkas (Setonix brachyurus), pequeño mamífero marsupial oriundo de la región.

## Historia
Estuvo habitada por aborígenes hasta hace unos 7000 años, cuando la subida del nivel del mar la separó del resto de Australia. El 29 de diciembre de 1696 desembarcó en la isla el capitán neerlandés Willem de Vlamingh que la exploró durante 6 días y le dio el nombre de 't Eylandt 't Rottenest, que literalmente significa nido de ratas, al confundir los quokkas con ratas gigantes. En aquel momento la isla estaba deshabitada y la población aborigen carecía de botes por lo que probablemente el territorio había permanecido sin población durante varios miles de años. Entre 1838 y 1931 fue utilizada como prisión para reclusos aborígenes.

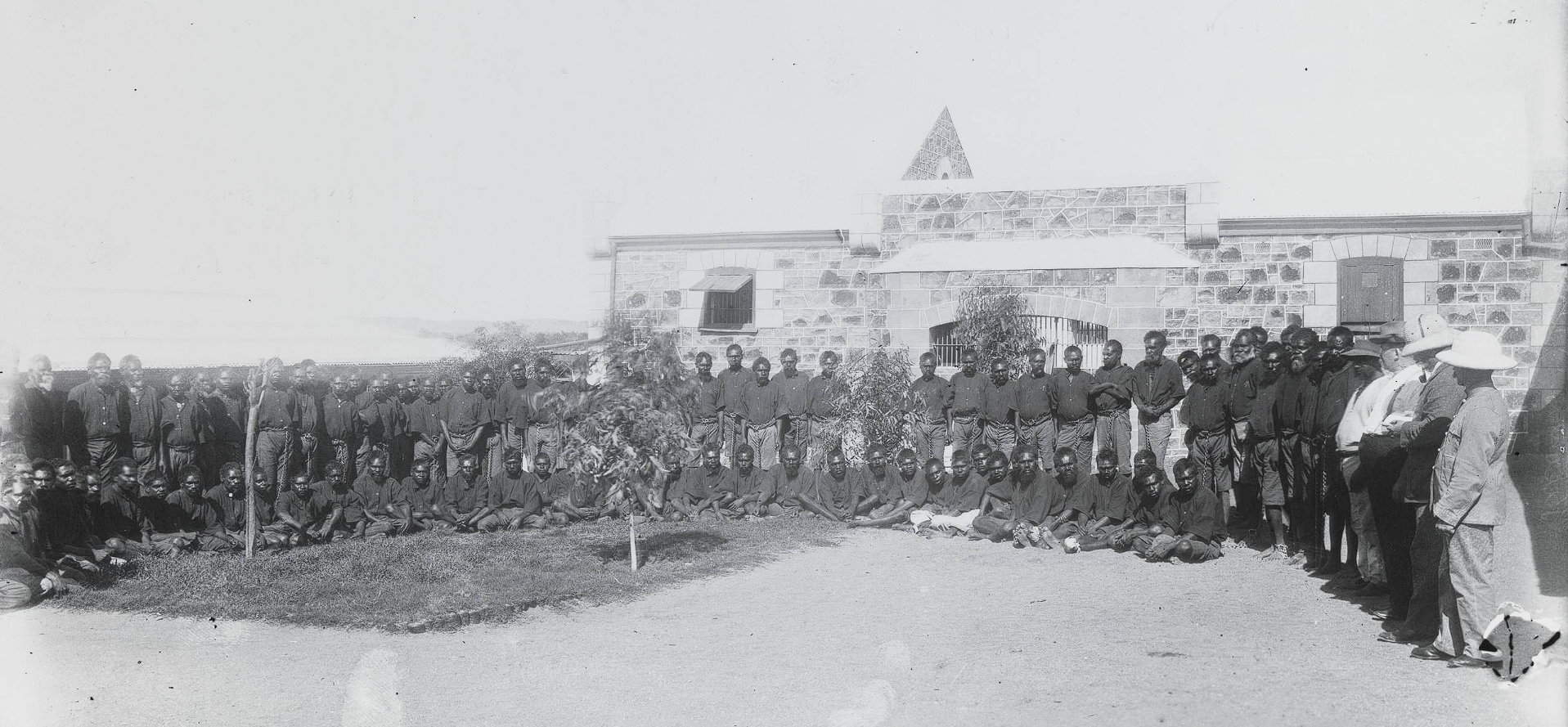
Entre 1838 y 1931, los prisioneros aborígenes recluidos en la Isla de Rottnest, Australia, fueron recluidos en condiciones deplorables y sometidos a un trato cruel e inhumano.

## Flora y fauna

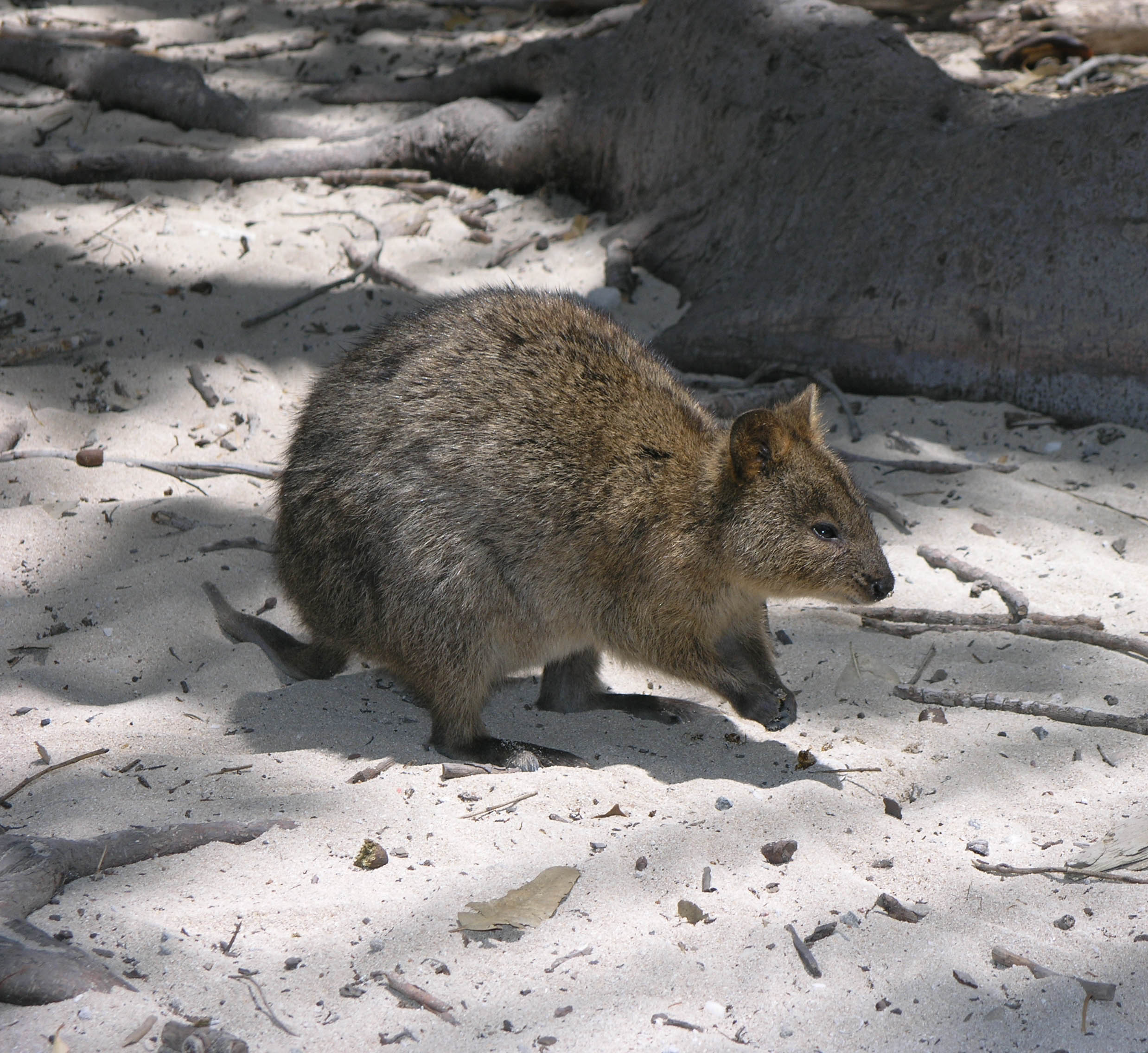
Quokka.

### Aves
La isla ha sido declarada área importante para la conservación de las aves. Pueden observarse numerosas especies, entre ellas la pardela del Pacífico (Ardenna pacifica), cormorán pío (Phalacrocorax varius), gaviota plateada (Chroicocephalus novaehollandiae), charrán piquigualdo (Thalasseus bergii)
, charrancito australiano (Sternula nereis), charrán embridado (Onychoprion anaethetus), periquito roquero (Neophema petrophila), y garceta de arrecife (Egretta sacra).

### Flora
Entre las especies nativas figuran la conífera de la familia de las Cupressaceae Callitris preissii, el arbusto de la familia de las Mirtáceas Melaleuca lanceolata y Acacia rostellifera.